# بادي بوم
بادي بوم (بالإنجليزية: Paddy Boom)‏ هو كاتب أغاني وموسيقي أمريكي، ولد في 6 سبتمبر 1968 في سنغافورة.

## وصلات خارجية
- بادي بوم على موقع IMDb (الإنجليزية)
- بادي بوم على موقع ميوزك برينز (الإنجليزية)
- بادي بوم على موقع أول ميوزيك (الإنجليزية)
- بادي بوم على موقع ديسكوغز (الإنجليزية)